# نحن الدببة الصغار
نحن الدببة الصغار (بالإنجليزية:We Baby Bears) هي برنامج تلفزيوني أمريكي من تأليف ماني هرنانتيز للجزء للتكملة مسلسل أصلي الدببة الثلاثة.

## القصة
يتحدث قصة كرتون عن دببة ثلاثة صغار يملكون صندوق سحري وهم يبحثون عن بيت جديد في عالمهم صغيرة وسحرية.

## عرضها على النسخة العربية
عُرض هذا البرنامج على كرتون نتورك بالعربية/مينا.

## روابط خارجية
1. ↑  Additional music by إينون زور، Udi Harpaz, Manny Corallo & Matt McGuire